# 布法羅 (蒙大拿州)
布法羅（英語：Buffalo）是位於美國蒙大拿州弗格斯縣的非建制地區。

## 歷史
布法羅的郵局於1890年設立，1893年關閉後於1908年重啟，營運至今。

## 地理
布法羅所處的海拔為高於海平面1317米（即4321英呎），而該地所採用的時區為UTC-6，即北美山地時區（MST）。同時該地設有夏令時間，為UTC-7調快一小時，即UTC-6（MDT）。